# Lupicinus (Heermeister)
Flavius Lupicinus war ein römischer Heermeister (magister militum) im 4. Jahrhundert n. Chr. und Konsul im Jahr 367.
Unter Kaiser Constantius II. wurde er von dem Caesar Julian als magister equitum per Gallias im Jahr 359/360 mit der Bekämpfung der Alamannen, Pikten und Scoten beauftragt. Zum neuen Kaiser ausgerufen, enthob ihn Julian 360 seines Amtes und ließ ihn bei seiner Rückkehr aus Britannien verhaften. Nach dem Tode Julians im Jahr 363 ernannte dessen Nachfolger Jovian Lupicinus zum magister equitum per Orientem. In der Auseinandersetzung zwischen Kaiser Valens und dem Usurpator Procopius unterstützte er 365/366 den Kaiser und wurde für das Jahr 367 zusammen mit Iovinus zum Konsul ernannt.